# Babilońska lista królów A
Babilońska lista królów A – dzieło piśmiennictwa babilońskiego wymieniające imiona i długości panowania władców rządzących Babilonią. Tekst ten w zachowanym fragmencie zaczyna się wraz z władcami z I dynastii z Babilonu (1894-1595 p.n.e.) i ciągnie się aż do czasów założenia dynastii chaldejskiej (625 p.n.e.). 
Tekst z listą królów zapisany jest w dwóch kolumnach po obu stronach jednej, mocno uszkodzonej glinianej tabliczki. Tabliczka ta nie zachowała się w całości - przetrwała jedynie jej środkowa część, a oba jej końce, górny i dolny, są odłamane. Zachowana część ma długość ok. 85 mm i szerokość ok. 75 mm. Jej powierzchnia jest miejscami mocno zatarta, co dodatkowo utrudnia odczyt wielu fragmentów tekstu. Pochodzenie tabliczki nie jest znane. Obecnie znajduje się ona w zbiorach British Museum (BM 33332). 
Tekst listy podzielony jest poziomymi liniami na „dynastie” (sum. bala, akad. palû). W obrębie poszczególnych „dynastii” każda linijka tekstu zawiera imię i długość panowania jednego władcy. Pod listą władców z danej „dynastii” umieszczone jest zwykle podsumowanie podające nazwę dynastii, ilość należących do niej władców i długość panowania ich wszystkich. W tekście zachowały się informacje o władcach z następujących „dynastii”:
- I dynastia z Babilonu – zachowany jest tylko fragment podsumowania mówiący o 11 władcach;
- I dynastia z Kraju Nadmorskiego (bala šeš.ḫa) – zachowana w całości (w sumie zawiera 11 władców panujących przez 368 lat);
- dynastia kasycka – zachowana częściowo (w sumie według podsumowania zawierać miała 36 królów panujących przez 576 lat i 9 miesięcy);
- II dynastia z Isin (bala pa.še) – zachowana częściowo (w sumie według podsumowania zawierać miała 11 władców panujących przez 132 lata i 6 miesięcy),
- II dynastia z Kraju Nadmorskiego (bala kur Tam-tim) – zachowana w całości (w sumie 3 królów panujących przez 21 lat i 5 miesięcy),
- dynastia z plemienia Bit-Bazi – zachowana w całości (w sumie 3 władców panujących przez 20 lat i 3 miesiące);
- dynastia elamicka – zachowana w całości (brak podsumowania);
- dynastia E (bala e) – zachowana częściowo;
- „dynastia” mieszana – wymienia władców, z których każdy należał do innej „dynastii”[3].

Jeżeli chodzi o wartość historyczną listy, to trzeba zauważyć, iż podobnie jak Sumeryjska lista królów nie bierze ona pod uwagę możliwości, aby dwie dynastie mogły być sobie współczesne. I tak np. I dynastia z Babilonu i I dynastia z Kraju Nadmorskiego, których władcy panowali niezależnie mniej więcej w tym samym czasie, wymienione są tu jedna po drugiej. Błędne są też niektóre z podanych długości panowania władców. Z drugiej strony podana tu lista władców wydaje się być kompletną listą władców babilońskich, a jej zasadniczą poprawność potwierdziły inne mezopotamskie źródła.